# Ziua Internațională a Femeii
Ziua Internațională a femeii (denumită generic Ziua femeii) este marcată anual la data de 8 martie pentru a sărbători atât realizările sociale, politice și economice ale femeilor, cât și pentru a onora și duce mai departe lupta împotriva discriminării și violenței, care continuă să-și facă simțită prezența.
Este un punct focal în mișcarea pentru drepturile femeilor, atrăgând atenția asupra unor probleme precum egalitatea de gen, drepturile reproductive și abuzul împotriva femeilor. De 8 martie, în unele culturi, femeilor și fetelor li se dăruiesc cadouri, flori sau alte atenții.

## Istoric

### Origini
Ziua femeilor a fost sărbătorită pentru prima dată la 28 martie 1909 în urma unei decizii a Partidului Socialist American sub denumirea "Ziua naționala a femeii". La 23 martie 1909 în New York a avut loc o conferința a socialiștilor americani unde s-a discutat despre drepturile femeilor.  În august 1910, cu ocazia Internaționalei Socialiste reunită la Copenhaga, activista socialistă germană Clara Zetkin împreună cu colega ei Luise Zietz propun sărbătorirea zilei internaționale a femeii, fără a specifica însă o dată anume. Ziua internațională a femeii a fost sărbătorită pentru prima dată anul următor, în 19 martie 1911. Începând cu anul 1913, femeile din Rusia au sărbătorit ziua femeii în ultima duminică din februarie.

### În URSS și lumea socialistă

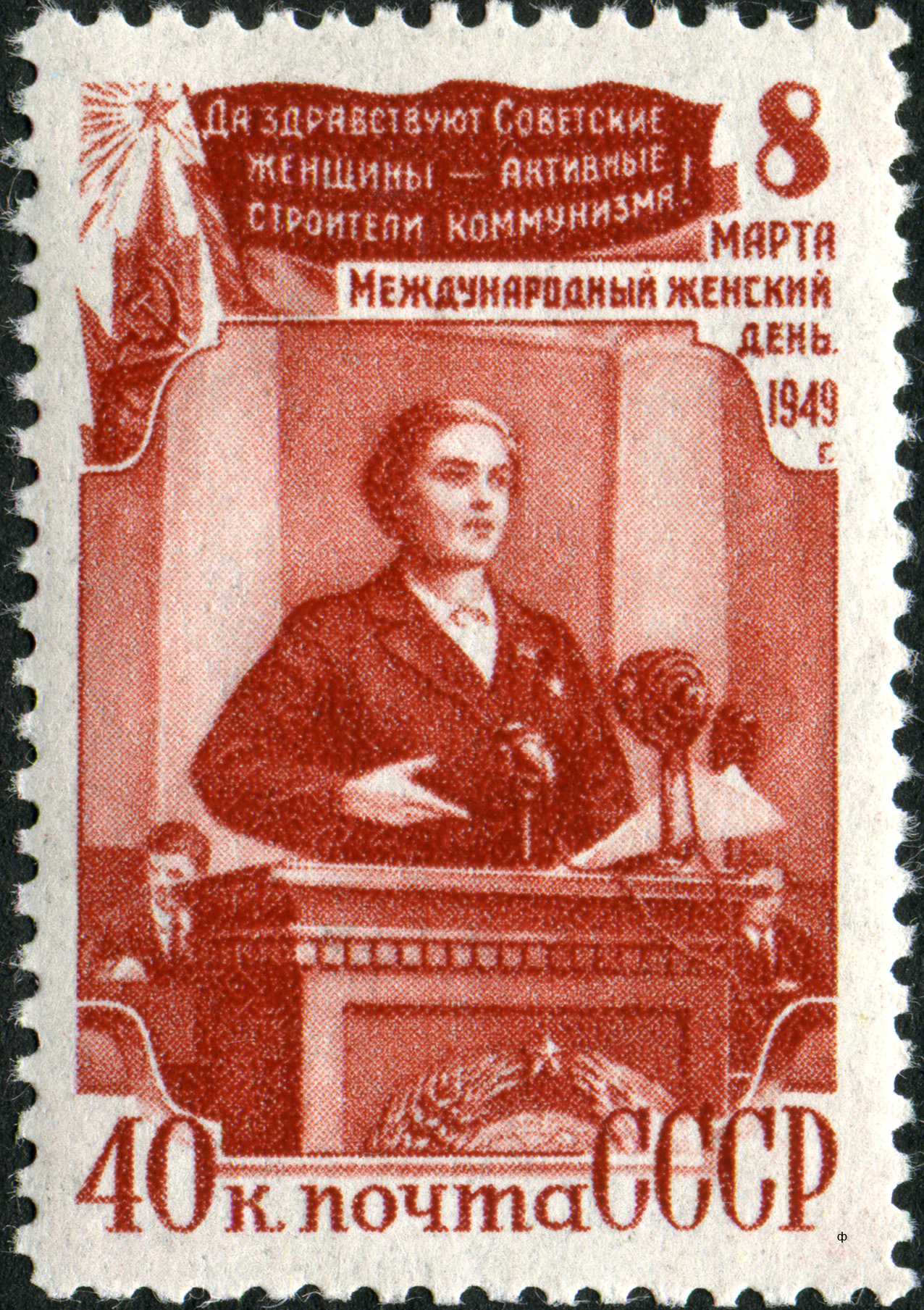
Timbru sovietic de 8 martie, 1949

În anul 1917, ultima duminică din februarie conform calendarului pe stil vechi a coincis cu ziua de 8 martie pe stil nou. Femeile din Sankt Petersburg au declanșat o grevă cerând încheierea Primului Război Mondial, sfârșitul raționalizării alimentelor și abolirea dinastiei țariste folosind sloganul "Pace si pâine". Greva s-a răspândit in întregul oraș, ceea ce a dus la Revoluția din Februarie, noul guvern provizoriu garantând dreptul femeilor la vot. După Revoluția din Octombrie, comuniștii Alexandra Kollontai si Vladimir Ilici Lenin au declarat 8 martie ca sărbătoare oficială în Uniunea Sovietică, iar abia la 8 mai 1965 aceasta a devenit zi nelucrătoare. În 1922 sărbătoarea a fost adoptată și de către comuniștii chinezi, iar în 1949 a fost proclamată sărbătoare oficiala, femeile având după-amiaza liberă.
Însă scopul zilei nu avea să fie unul explicit și specific pentru emanciparea femeilor, ci pentru lupta de clasă, considerându-se eliberarea femeilor este doar o parte din aceasta, iar feminismul era văzut ca o „ideologie burgheză”. Mai târziu, odată cu instaurarea regimului Stalinist, ce a adoptat drept scop suprem creșterea producției și nu progresul social, ziua a fost aservită doctrinei oficiale, ce proclama din pix că egalitatea de gen a fost înfăptuită, deși femeile ocupau funcții mai joase, iar conducerea era dominată intens de bărbați, atât în fabrici cât și în partid. De 8 martie, aveau loc promovări simbolice pentru femei, întrucât erau adesea tratate cu ostilitate de către colegii bărbați și împinse să se retragă.
În anii '30, progresele femeilor au fost revocate de către regimul Stalinist, instaurându-se patriarhatul socialist, iar ziua de 8 martie și-a pierdut treptat semnificația originală și s-a transformat într-o apolitică zi a mamei, în care femeile primeau flori, felicitări și cadouri. În Europa de Est sărbătoarea a continuat în forma aceasta și după căderea socialismului în '89.

### În Europa și America

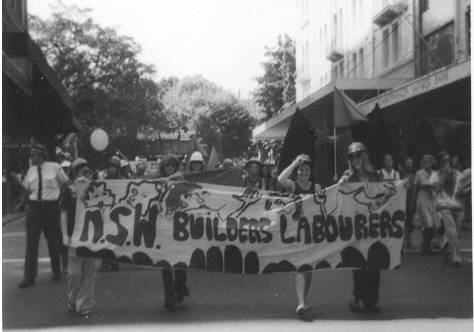
Marș din Sydney de Ziua Internațională a Femeii, 1975

După Primul Război Mondial, ziua a continuat să fie sărbătorită doar de socialiști și social democrați, dar fără să atragă prea multă atenție. După Al Doilea Război Mondial au apărut dezacorduri puternice între comuniști și social democrați cu privire la scopul zilei, pe fondul războiului rece. În unele țări, precum Austria, erau sărbătorite mai multe versiuni ale zilei în tradiții social democrate, socialiste sau comuniste, iar în Franța și Italia acestea concurau între ele.
La sfârșitul anilor 60, odată cu al doilea val feminist, a fost readusă la viață de unele grupări sub numele "Ziua internațională a luptei feministe". Noul nume semnifica resurgența radicalismului politic, ziua femeii fiind adesea sărbătorită alături de diferite organizații de stânga, dar și o moderată distanțare față de politica de partid organizată.

#### Mitul Grevei din 1857
În anii 50, a apărut și un mit despre originea datei de 8 martie. Potrivit mitului, data 8 martie a fost aleasă în memoria unei greve din 1857 a muncitoarelor textiliste din New York, însă nu exista nici o sursă care sa ateste existența grevei. Mitul a fost folosit  pentru a promova solidaritate între mișcarea feministă și cele muncitorești de stânga, dar și pentru a separa sărbătoarea de bolșevici.

### Adoptarea de către ONU
Odată cu revitalizarea în occident și guvernele au început să folosească ziua pentru scopuri politice și pentru a anunța politici noi în legătură cu drepturile femeilor, devenind din ce în ce mai populară, până când a fost sărbătorită de Organizația Națiunilor Unite în 1975 - Anul internațional al femeii.
La 16 decembrie 1977, printr-o rezoluție a Adunării Generale a ONU, statele membre au fost invitate să proclame o zi din an ca Zi ONU pentru drepturile femeii și pacea internațională și a fost proclamat Deceniul ONU pentru condiția femeii între anii 1976–1985. Pentru a separa noua sărbătoare de originile socialiste ale zilei de 8 martie, adunarea a menționat că poate fi sărbătorită în orice zi din an și „în conformitate cu tradițiile și obiceiurile istorice naționale”. În contrast cu practicile feministe de a folosi-o ca o zi de protest, ONU a declarat-o drept o zi de „reflectat asupra progresului realizat” 

## Situația de azi
Sărbătoare oficială
     Sărbătoare pentru femei
     Sărbătoare neoficială

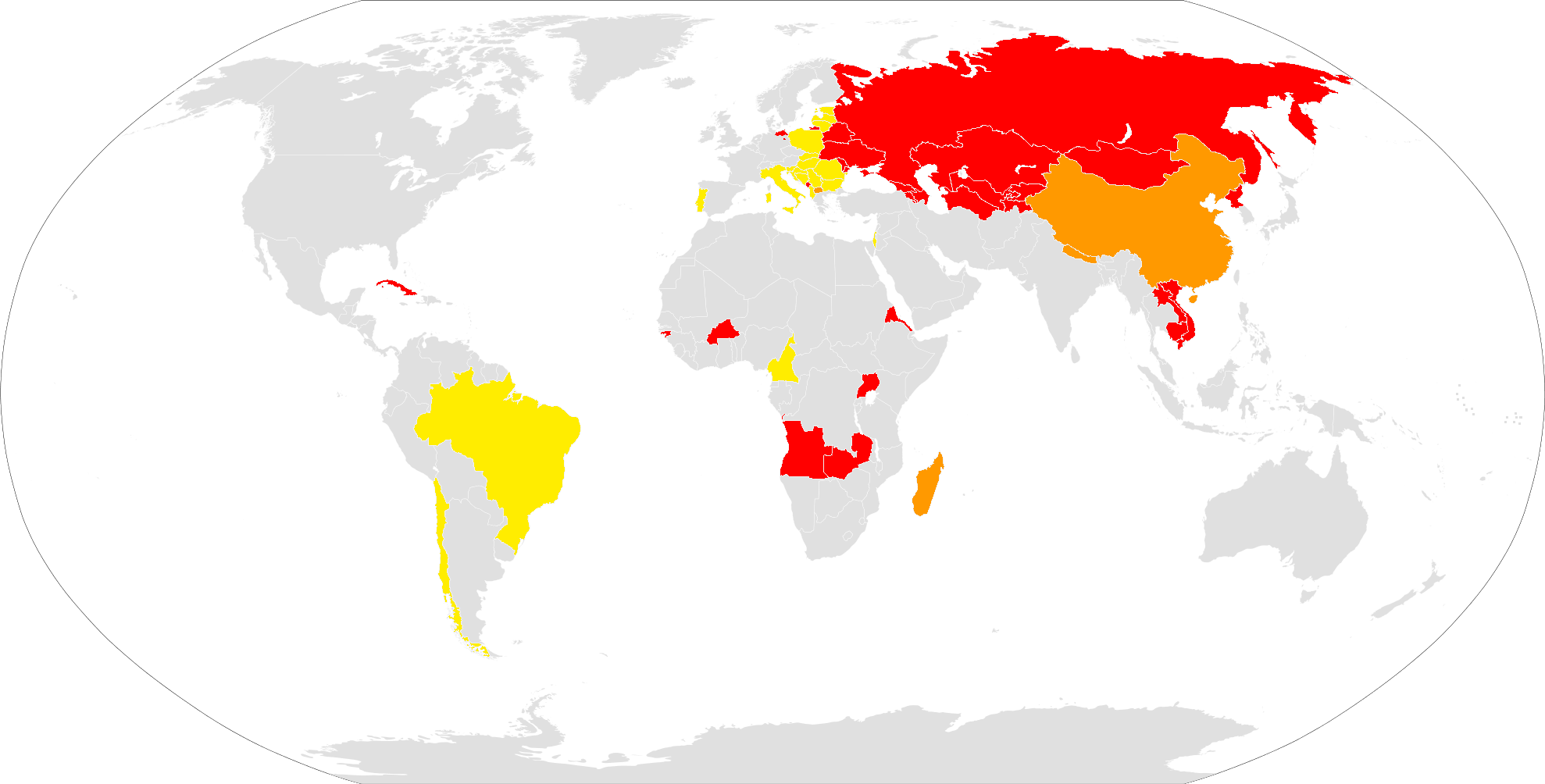
Sărbătoare oficială
Sărbătoare pentru femei
Sărbătoare neoficială

În data de 8 martie, Ziua Internațională a Femeii este sărbătorită în toată lumea (în unele țări fiind declarată, prin lege, zi liberă). Dintre aceste țări fac parte Națiunile Unite (193 de state), care au oficializat sărbătoarea în anul 1975.
Fac parte următoarele țări:
- Afganistan,[11] Albania, Algeria, Angola, Armenia,[12] Azerbaijan,[13][14]
- Bangladesh, Belarus,[15] Bosnia și Herțegovina, Brazilia, Bulgaria, Burkina Faso,[16]
- Cambogia,[17] Camerun, Chile, Columbia, Croația, Cuba,[18] Cipru,
- Danemarca,
- Eritreea,
- Finlanda, Franța,
- Georgia,[19] Germania, Grecia, Guineea-Bissau,
- Islanda, India, Italia, Israel,
- Laos, Letonia,
- Kazahstan,[20], Kârgâzstan,[21]
- Macedonia, Madagascar,[22] Malta, Mexic, Republica Moldova,[23] Mongolia,[24] Muntenegru,
- Nepal,
- Palestina, Polonia, Portugalia,
- România, Rusia,
- Serbia, Slovacia, Slovenia, Suedia, Siria, Spania,
- Tadjikistan, Turcia, Turkmenistan,
- Ucraina,[25] Ungaria, Uganda, Uzbekistan,[26]
- Vietnam,[27] și
- Zambia[28].

În China, femeile au după-amiaza liberă de 8 martie.

## Alte sărbători în onoarea femeilor
- Ziua "Rosa Parks" (4 februarie / 1 decembrie, SUA)
- Ziua națională a fetelor și a femeilor în sport (o zi în prima săptămână a lunii februarie, SUA)
- Ziua "Susan B. Anthony" (15 februarie, SUA)
- Hinamatsuri (3 martie, Japonia, deși este pentru fete)
- Ziua "Harriet Tubman" (10 martie, SUA)
- Ziua Kartini (21 aprilie, Indonezia)
- Ziua Mamei
- Ziua "Helen Keller" (27 iunie, SUA)
- Ziua Națională a Femeii (Africa de Sud) [9 august]
- Ziua egalității femeilor (26 august, SUA)
- Ziua "Ada Lovelace" (a doua marți din octombrie)
- Ziua "Nupi Lan" (12 decembrie, India)